# Carnivàle
Carnivàle è una serie televisiva statunitense ideata da Daniel Knauf e prodotta dalla HBO. A partire dal 20 febbraio 2005 sono state trasmesse in Italia la prima e la seconda stagione su Jimmy.

## Trama
La serie, ambientata nell'America degli anni trenta, narra di una compagnia circense itinerante all'interno della quale trova rifugio un misterioso fuggiasco di nome Benjamin Hawkins, il quale custodisce un dono prezioso: donare la vita e la morte. Il giovane viene spesso turbato da sogni profetici, in cui sovente compare l'inquietante figura di un prete metodista, Padre Justin Crowe. L'evoluzione dei due personaggi porterà ad un inevitabile scontro tra Bene e Male.

## Episodi
| Stagione         | Episodi | Prima TV USA | Prima TV Italia |
| ---------------- | ------- | ------------ | --------------- |
| Prima stagione   | 12      | 2003         | 2005            |
| Seconda stagione | 12      | 2005         | 2005            |